# Eleições intercalares em Burlington (2007)
As eleições intercalares de 2007 tiveram lugar no dia 8 de Fevereiro de 2007 e resultaram da resignação do membro do Parlamento Provincial do Ontário, Cam Jackson do "Partido Conservador Progressista do Ontário", e destinaram-se a encontrar um deputado para aquele assento na Assembleia Legislativa do Ontário.
Burlington é um distrito eleitoral da província de Ontário (Canadá).
Cam Jackson resignou para se candidatar à Câmara Municipal de Burlington nas Eleições de 2006, tendo feito uma campanha de sucesso.
Os Conservadores Progressistas conseguiram manter o lugar na Assembleia Legislativa do Ontário.
| Partido                                     | Candidato      | Votos  | Percentagem | Variação (em %) |
| Partido Conservador Progressista do Ontário | Joyce Savoline | 11.143 | 49,0        | + 2,8           |
| Partido Liberal                             | Joan Lougheed  | 9.365  | 41,2        | - 1             |
| Partido Novo Democrata                      | Cory Judson    | 1.310  | 5,8         | - 1,4           |
| Verdes                                      | Frank de Jong  | 734    | 3,2         | + 0.9           |
| Partido da Liberdade                        | Barry Spruce   | 106    | 0,5         |                 |
| Independente                                | John C. Turmel | 90     | 0.4         |                 |